# Chikusichloa
Genre

Chikusichloa est un genre de plantes monocotylédones de la famille des Poaceae, sous-famille des Oryzoideae,  originaire d'Extrême-Orient, qui comprend trois espèces.
Ce sont des plantes herbacées vivaces, de 70 à 175 cm de haut, aux inflorescence en panicules ouvertes, dont les épillets n'ont pas de glumes (comme chez les espèces du genre Oryza), et sont constitués uniquement de fleurons fertiles.
Le nom générique « Chikusichloa » est dérivé des racines japonaise chiku (bambou) et grecque chloa (herbe).

## Liste d'espèces
Selon World Checklist of Selected Plant Families (WCSP) (29 janvier 2017) :
- Chikusichloa aquatica Koidz. (1925)
- Chikusichloa brachyathera Ohwi (1942)
- Chikusichloa mutica Keng (1931)